# Jaime Arango
Jaime Arango (Itagüí, 14 januari 1962) is een voormalig profvoetballer uit Colombia. Hij speelde het grootste deel van zijn carrière als aanvaller voor Atlético Nacional. Hij stapte later het trainersvak in.

## Interlandcarrière
Arango kwam in totaal vijf keer (één doelpunt) uit voor de nationale ploeg van Colombia in de periode 1988–1989. Onder leiding van bondscoach Francisco Maturana maakte hij zijn debuut op 17 mei 1988 in de vriendschappelijke uitwedstrijd tegen Schotland (0-0) in Glasgow. Arango viel in die wedstrijd na 68 minuten in voor John Jairo Tréllez.
| Interlands van Jaime Arango      | Interlands van Jaime Arango      | Interlands van Jaime Arango      | Interlands van Jaime Arango      | Interlands van Jaime Arango      | Interlands van Jaime Arango      |
| №                                | Datum                            | Wedstrijd                        | Uitslag                          | Competitie                       | Goals                            |
| Als speler van Atlético Nacional | Als speler van Atlético Nacional | Als speler van Atlético Nacional | Als speler van Atlético Nacional | Als speler van Atlético Nacional | Als speler van Atlético Nacional |
| -------------------------------- | -------------------------------- | -------------------------------- | -------------------------------- | -------------------------------- | -------------------------------- |
| 1                                | 17 mei 1988                      | Schotland – Colombia             | 0 – 0                            | Vriendschappelijk                | 0                                |
| 2                                | 17 mei 1988                      | Finland – Colombia               | 1 – 3                            | Vriendschappelijk                | 19'                              |
| 3                                | 24 mei 1988                      | Engeland – Colombia              | 1 – 1                            | Vriendschappelijk                | 0                                |
| 4                                | 7 augustus 1988                  | Colombia – Uruguay               | 2 – 1                            | Vriendschappelijk                | 0                                |
| 5                                | 5 februari 1989                  | Colombia – Chili                 | 1 – 0                            | Vriendschappelijk                | 0                                |

## Erelijst
Atlético Nacional
- Copa Mustang

1991, 1994
- Copa Libertadores

1989
- Copa Interamericana

1990